# Klaus-Dieter Petersen
Klaus-Dieter Petersen (Hanôver, 6 de novembro de 1968) é um ex-handebolista profissional alemão.
Klaus-Dieter Petersen atuou em quatro olimpíadas.